# Таршолцел (Сату Маре)
Таршолцел (рум. Târşolţel) насеље је у Румунији у округу Сату Маре. Oпштина се налази на надморској висини од 235 m.

## Становништво
Према подацима из 2011. године у насељу је живело 2973 становника.